# ریوجی ایشیزوه
ریوجی ایشیزوه (انگلیسی: Ryuji Ishizue؛ زادهٔ ۲۲ ژوئیهٔ ۱۹۶۴) بازیکن فوتبال اهل ژاپن است.
از باشگاه‌هایی که در آن بازی کرده‌است می‌توان به باشگاه فوتبال ویسل کوبه اشاره کرد.